# タイガーヒル
タイガーヒル (Tiger Hill) はアイルランドで生産されドイツで調教された競走馬。1998年・1999年とバーデン大賞を連覇した。エルコンドルパサーとの対戦やジャパンカップへの来日などで日本では比較的知名度がある馬である。

## 経歴

### 競走時代
1997年9月にデビューすると1998年6月まで6連勝を記録した。その後はG1競走にも挑戦し、初のG1挑戦となったドイチェスダービーでは10着に大敗したが、2度目のG1挑戦ではウンガロの2着と好走、そして3度目のG1挑戦となったバーデン大賞で軽ハンデを活かしてカイタノに勝利し、ついにG1馬となった。その後は凱旋門賞にも挑戦し、8番人気の低評価ながらサガミックスの3着と好走した。
1999年は5月に始動し、ゲルリンク賞でウンガロにリベンジを果たすと、その後もカイタノの2着、エルコンドルパサーの2着と堅実な走りを示し、8月と9月にはバイエルンツフトレネンとバーデン大賞に勝利した。その後は凱旋門賞5着、ジャパンカップ10着と2走して引退した。

### 引退後
2000年に種牡馬入りして5カ国の繋養先を転々としたのち、フェールホフ牧場で放牧中の事故により2012年9月27日に安楽死の処置が執られた。
主な産駒にはドバイシーマクラシックを勝ったリワイルディングやディアナ賞を勝ったイオタがいる。

## 血統表
| タイガーヒルの血統                | タイガーヒルの血統               | タイガーヒルの血統               | （血統表の出典）                 | （血統表の出典） |
| 父系                              | ダンジグ系                       | ダンジグ系                       | ダンジグ系                       | [ § 2 ]          |
| 父 *デインヒル Danehill 1986 鹿毛 | 父の父Danzig 1977 鹿毛           | Northern Dancer                  | Nearctic                         | Nearctic         |
| 父 *デインヒル Danehill 1986 鹿毛 | 父の父Danzig 1977 鹿毛           | Northern Dancer                  | Natalma                          |                  |
| 父 *デインヒル Danehill 1986 鹿毛 | 父の父Danzig 1977 鹿毛           | Pas de Nom                       | Admiral's Voyage                 | Admiral's Voyage |
| 父 *デインヒル Danehill 1986 鹿毛 | 父の父Danzig 1977 鹿毛           | Pas de Nom                       | Petitioner                       |                  |
| 父 *デインヒル Danehill 1986 鹿毛 | 父の母Razy Ana 1981 黒鹿毛       | His Majesty                      | Ribot                            | Ribot            |
| 父 *デインヒル Danehill 1986 鹿毛 | 父の母Razy Ana 1981 黒鹿毛       | His Majesty                      | Flower Bowl                      |                  |
| 父 *デインヒル Danehill 1986 鹿毛 | 父の母Razy Ana 1981 黒鹿毛       | Spring Adieu                     | Buckpasser                       | Buckpasser       |
| 父 *デインヒル Danehill 1986 鹿毛 | 父の母Razy Ana 1981 黒鹿毛       | Spring Adieu                     | Natalma                          |                  |
| 母 The Filly 1981 黒鹿毛          | 母の父Appiani 1963 鹿毛          | Herbager                         | Vandale                          | Vandale          |
| 母 The Filly 1981 黒鹿毛          | 母の父Appiani 1963 鹿毛          | Herbager                         | Flagette                         |                  |
| 母 The Filly 1981 黒鹿毛          | 母の父Appiani 1963 鹿毛          | Angela Rucellai                  | Rockefella                       | Rockefella       |
| 母 The Filly 1981 黒鹿毛          | 母の父Appiani 1963 鹿毛          | Angela Rucellai                  | Aristareta                       |                  |
| 母 The Filly 1981 黒鹿毛          | 母の母Tigress Silver 1973 芦毛   | St. Chad                         | St. Paddy                        | St. Paddy        |
| 母 The Filly 1981 黒鹿毛          | 母の母Tigress Silver 1973 芦毛   | St. Chad                         | Caerphilly                       |                  |
| 母 The Filly 1981 黒鹿毛          | 母の母Tigress Silver 1973 芦毛   | Templeogue                       | Prodomo                          | Prodomo          |
| 母 The Filly 1981 黒鹿毛          | 母の母Tigress Silver 1973 芦毛   | Templeogue                       | Tilla                            |                  |
| 母系(F-No.)                       | 母系（ファミリーライン）(FN:3-e) | 母系（ファミリーライン）(FN:3-e) | 母系（ファミリーライン）(FN:3-e) | [ § 3 ]          |
| 5代内の近親交配                   | Natalma 4×4=12.50%（父内）       | Natalma 4×4=12.50%（父内）       | Natalma 4×4=12.50%（父内）       | [ § 4 ]          |
| 出典                              | 1. 2. 3. 4.                      | 1. 2. 3. 4.                      | 1. 2. 3. 4.                      | 1. 2. 3. 4.      |